# 210-я артиллерийская бригада
210-я артиллерийская бригада (англ. 210th Field Artillery Brigade) — тактическое соединение Армии США. Базируется в Республике Корея. Ее задача заключается в следующем: «210-я артиллерийская бригада ведёт огонь в поддержку действий авиационного командования и контрбатарейной стрельбы сухопутного командования (Ground Component Commander). По приказу переходит к наступательным операциям.» Она обеспечивает огневую поддержку 8-й армии США. Бригада базируется в Кэмп-Кейси (Тондучхон) и на её вооружении находится реактивная система залпового огня (РСЗО) M270A1.

## История
210-я артиллерийская бригада была сформирована 4 января 1944 года в Армии США как штабная батарея 210-й артиллерийской группы. Она была активирована 24 января 1944 года в Кэмп-Макси, штат Техас, а после окончания Второй мировой войны инактивирована 26 января 1946 года в Кэмп-Килмере, штат Нью-Джерси.
17 сентября 1958 года подразделение было переименовано в управление (штаб и штабную батарею) 210-й артиллерийской группы и передано в регулярную армию. 15 октября 1958 года она была активирована в Германии в составе артиллерии VII корпуса и размещена в Ансбахе, Германия. В 1971 году штаб подразделения переехал на базу Херцо в Херцогенаурахе, Германия. 15 марта 1972 года подразделение было переименовано в штабную батарею 210-й артиллерийской группы, а 16 сентября 1980 года вновь переименовано в штабную батарею 210-й артиллерийской бригады.
В разные годы пребывания в Германии 210-я бригада использовала 155-мм и 8-дюймовые гаубицы M110, 175-мм M107 и 280-мм пушки M65, тактические ракеты MGM-5 Corporal, MGM-29 Sergeant, MGR-1 Honest John и MGM-52 Lance, а также реактивную систему залпового огня M270. В разное время в состав соединения входили:
- 3-й дивизион 5-го артиллерийского полка;
- 3-й и 5-й дивизионы 17-го артиллерийского полка;
- 2-й дивизион 28-го артиллерийского полка;
- 1-й дивизион 33-го артиллерийского полка;
- 1-й дивизион 36-го артиллерийского полка;
- 3-й дивизион 37-го артиллерийского полка;
- 3-й дивизион 39-го артиллерийского полка;
- 1-й дивизион 68-го артиллерийского полка;
- 1-й дивизион 75-го артиллерийского полка;
- 1-й дивизион 80-го артиллерийского полка;
- 2-й дивизион 377-го артиллерийского полка;
- 2-й дивизион 12-го артиллерийского полка.[3]

В декабре 1990 года бригада была переброшена из Германии в Саудовскую Аравию в рамках операции «Щит пустыни». Бригада оказывала непосредственную огневую поддержку 2-му бронекавалерийскому полку до 26 февраля 1991 года, когда она начала оказывать огневую поддержку 1-й пехотной дивизии. Бригада была переброшена в Германию в мае 1991 года. После войны вся бригада, включая штаб бригады и штабную батарею, получила награду «за доблесть».
В январе 1992 года бригада переехала из Германии в Форт-Льюис, штат Вашингтон, приняв под своё командование 3-й дивизион 11-го артиллерийского полка. В это время подразделение поддерживало «ниточные» отношения с XVIII воздушно-десантным корпусом в качестве артиллерии быстрого развёртывания в тихоокеанском регионе. 210-я артиллерийская бригада была инактивирована 15 апреля 1996 года.
30 ноября 2006 года 210-я бригада была переименована в 210-ю огневую бригаду в Корее и переподчинена штабу артиллерии 2-й пехотной дивизии.

## Состав
- Управление бригады (Headquarters and Headquarters Battery (HHB), 210th Field Artillery Brigade (210th FAB))[7]
- 6-й дивизион 37-го артиллерийского полка (6th Battalion, 37th Field Artillery Regiment (6-37th FAR))[8]
  - 579-я рота передового обеспечения (579th Forward Support Company (579th FSC))
- 1-й дивизион 38-го артиллерийского полка (1st Battalion, 38th Field Artillery Regiment (1-38th FAR))
  - 580-я рота передового обеспечения (580th Forward Support Company (580th FSC))
- 70-й батальон обеспечения (70th Brigade Support Battalion (70th BSB))[9][10]
  - 579-я рота связи(579th Signal Company)
- Ротируемый реактивный артиллерийский дивизион от 75-й артиллерийской бригады[11]
- Объединённый отряд зоны безопасности (Joint Security Area Detachment)

## Преемственность и награды
- Сформирована 4 января 1944 года в Армии США как штабная батарея 210-й артиллерийской группы
- Активирована 24 января 1944 года в Кэмп-Макси, Техас
- Инактивирован 26 января 1946 года в Кэмп-Килмер, Нью-Джерси.
- Переименован 17 сентября 1958 года в штабную батарею 210-й артиллерийской группы и передан в регулярную армию
- Активирована 15 октября 1958 года в Германии
- Переименована 15 марта 1972 года в штабную батарею 210-й артиллерийской группы
- Переименован 16 сентября 1980 года в штаб и штабную батарею 210-й артиллерийской бригады
- Инактивирована 15 апреля 1996 года в Форт-Льюис, штат Вашингтон
- Переименована 30 ноября 2006 года в штабную батарею 210-й огневой бригады (210th Fires Brigade) и активирована в Корее

### Участие в кампаниях
- Вторая мировая война: Рейнская область; Центральная Европа
- Юго-западная Азия: Оборона Саудовской Аравии; освобождение и оборона Кувейта; прекращение огня

### Награды
- Награда «За доблесть» в операции «Буря в пустыне».
- Награда «За превосходную службу»
- Награда «За превосходную службу»